# Bonus pater
Bonus pater familias  (lat. for "den gode familiefader"), ofte forkortet til bonus pater, er et juridisk gennemsnitsmenneske; en fiktiv person, som ville handle fornuftigt i en given situation.
Almindeligvis vil man som skadevolder pådrage sig erstatningsansvar, hvis man i den givne situation handler mere skødesløst end en bonus pater, dvs. uagtsomt eller med forsæt. Hvis man derimod opfører sig korrekt, er der tale om et hændeligt uheld, og her er man ikke erstatningsansvarlig.
Udøvere af særlige professioner er underlagt et strengere ansvar, et såkaldt professionsansvar, hvor uagtsomhedsnormen er skærpet, og vedkommende skal således ikke bedømmes i forhold til den almindeligt fornuftige person (bonus pater), men i forhold til andre personer inden for det specifikke område. Eksempler på sådanne professionsområder er advokater, revisorer, landinspektører og ejendomsmæglere. Skadevolderen skal her bedømmes i forhold til den almindelige gode faglige standard inden for området – fx den almindeligt gode advokat. Der sammenlignes ikke med den dygtigste udøver inden for området. En undtagelse hertil er klagesager i Sundhedsvæsnet, hvor der netop sammenlignes med den dygtigste udøver af faget – en såkaldt "optimus vir"-standard.
I lovgivningen kan der være fastsat et objektivt ansvar, hvor man ikke ser på graden af skyld (culpa) hos den enkelte skadevolder, men blot nøjes med at se, om der er konstateret en skade. Dette gælder f.eks. nogle områder inden for færdselslovgivningen.
Bonus pater bruges sjældent i culpa-vurderinger længere. Man lægger i stedet vægt på, hvilken opførsel diverse retskilder forventer.